# لويس فريري
لويس فريري هو مدرب كرة قدم ولاعب كرة قدم برتغالي، ولد في 3 نوفمبر 1985 في Ericeira ‏ في البرتغال.

## وصلات خارجية
- لويس فريري على موقع قاعدة بيانات كرة القدم.إي يو (الإنجليزية)
- لويس فريري على موقع Soccerway.com (الإنجليزية)
- لويس فريري على موقع عالم كرة القدم.نت (الإنجليزية)